# أمينة خان
أمينة خان عارضة أزياء بريطانية ومصممة أزياء ومؤثرة على وسائل التواصل الاجتماعي. اشتهرت بتأسيس شركة أزياء زهرة اللؤلؤ، وتصميم وشاح الرأس وأصبحت أمينة خان أول عارضة أزياء محجبة في حملة لوريال للعناية بالشعر.

## الحياة الشخصية
تزوجت في عام 2006 من أسامة خمكار. ولديها طفلين ولد ولد في مايو 2009 وابنة ولدت في مارس 2011.

## المشوار المهني

### زهرة اللؤلؤ
بدأت في عام 2009 بالخياطة اليدوية وصنع الحجاب لبيعه لقاعدة معجبيها على يوتيوب. تحول هذا إلى شركتها التي أطلقت عليها اسم زهرة اللؤلؤ. في وقت لاحق استخدمت الحُجاب جزء من علامتها التجارية وأصبحت منذ ذلك الحين المنتج الأساسي في الشركة.